# Videoconsolas de séptima generación
En la historia de los videojuegos, la séptima generación comenzó el 22 de noviembre del 2005 con el lanzamiento de la Xbox 360 y continuó con el lanzamiento de la PlayStation 3 el 17 de noviembre del 2006 y la Wii el 19 de noviembre del 2006. Cada nueva consola introducía un nuevo tipo de tecnología avanzada. La Xbox 360 ofrecía juegos con "render" nativo a resoluciones de alta definición (HD), la PlayStation 3 además de ofrecer juegos HD como la Xbox 360, ofrecía la reproducción de películas HD vía reproductor Blu-ray Disc 3D; la Wii se enfocó en integrar controles con sensor de movimiento, como también joysticks. Algunos controles de Wii se podían mover para controlar las acciones del juego, lo que permitía a los jugadores simular acciones del mundo real mediante el movimiento durante la partida. Para esta generación, las consolas de videojuegos se habían convertido en una parte importante de la infraestructura informática global; se estima que representaban el 25 % de la potencia computacional de propósito general del mundo en 2007.
Desde que Nintendo entró al mercado del control de movimiento, Sony Computer Entertainment lanzó el PlayStation Move en septiembre del 2010. El PlayStation Move ofrece juego mediante sensor de movimiento, de forma similar a Wii. Microsoft se unió a la escena en noviembre del 2010 con su Kinect (anteriormente anunciado con el nombre de "Project Natal" en junio del 2009). A diferencia de los otros dos sistemas (PlayStation 3 y Wii), Kinect no usa controles de ningún tipo y convierte al usuario en el "control". Habiendo vendido 8 millones de unidades en sus primeros 60 días en el mercado, Kinect se coronó el Récord Guinness Mundial en ser "el dispositivo de consumo electrónico más rápidamente vendido". Mientras que la Xbox 360 ofrecía controles con cable como producto independiente, los controles de la PlayStation 3 pueden usarse con cable o por conexión inalámbrica. Empezando con las consolas portátiles, la séptima generación empezó el 21 de noviembre del 2004 con la introducción de la Nintendo DS en Norteamérica como un "tercer pilar", a la par con las existentes consolas Game Boy Advance y GameCube de Nintendo.
La Nintendo DS (NDS) ofrece una pantalla táctil y un micrófono integrado y soporta los estándares inalámbricos IEEE 802.11 (Wi-Fi). Adicionalmente, la versión mejorada de la NDS, la DSi, ofrece dos cámaras integradas, la habilidad de descargar juegos de la tienda DSi y un navegador de internet. La PlayStation Portable, o PSP, que salió al mercado el 12 de diciembre del 2004 (en Japón), siguió un camino distinto. Se convirtió en la primera consola portátil en usar un formato de disco óptico, Universal Media Disc (UMD), como su principal medio de almacenamiento. Sony también otorgó a la PSP una robusta capacidad multimedia, conectividad con la PlayStation 3, PlayStation 2 (en algunos juegos) y otras PSP, y además, conexión a internet. La Nintendo DS igualmente tiene conectividad con internet a través de la Nintendo Wi-Fi Connection y el Nintendo DS Browser, como también conectividad inalámbrica a otros sistemas DS y consolas Wii. A pesar de las altas ventas por parte de las dos consolas, las ventas del "PlayStation Portable" se mantuvieron constantemente rezagadas y muy por detrás de las ventas de la Nintendo DS; sin embargo, la PSP tiene la distinción de ser la consola de videojuegos portátil mejor vendida que no es de Nintendo.

Esta generación vio el inicio de microcosnsolas como la Ouya, una consola financiada mediante crowdfunding, recibió 8,5 millones de dólares en pedidos anticipados antes de su lanzamiento en 2013. Las ventas posteriores al lanzamiento fueron bajas y el dispositivo fue un fracaso comercial. microconsolas como Nvidia Shield, Amazon Fire TV, MOJO, Razer Switchblade, GamePop, GameStick y las consolas Steam Machine para PC, más potentes, han intentado competir en el mercado de las consolas de videojuegos; sin embargo, rara vez se clasifican como consolas de "séptima generación".
La séptima generación comenzó a decaer lentamente cuando Nintendo comenzó a reducir la producción de Wii a principios de la década de 2010. En 2014, Sony anunció que descontinuarían la producción de la PSP en todo el mundo,  Nintendo ese año cesó finalmente  con los últimos títulos para la DS . Microsoft anunció ese mismo año que descontinuaría la Xbox 360. Al año siguiente, Sony anunció que pronto descontinuaría la PlayStation 3. Alrededor de esa época, las consolas Wii restantes fueron descontinuadas, terminando la generación ya que todo el hardware fue descontinuado. Los últimos juegos físicos de Xbox 360 se lanzaron en 2018, como FIFA 19 y Just Dance 2019. A pesar de esto, se lanzaron varios juegos para Wii, incluidas algunas secuelas anuales más de Just Dance, así como una tirada limitada de 3000 copias de una versión física de Retro City Rampage DX. La octava generación ya había comenzado a principios de 2011, con el lanzamiento de la Nintendo 3DS.

## Las consolas

### PlayStation 3

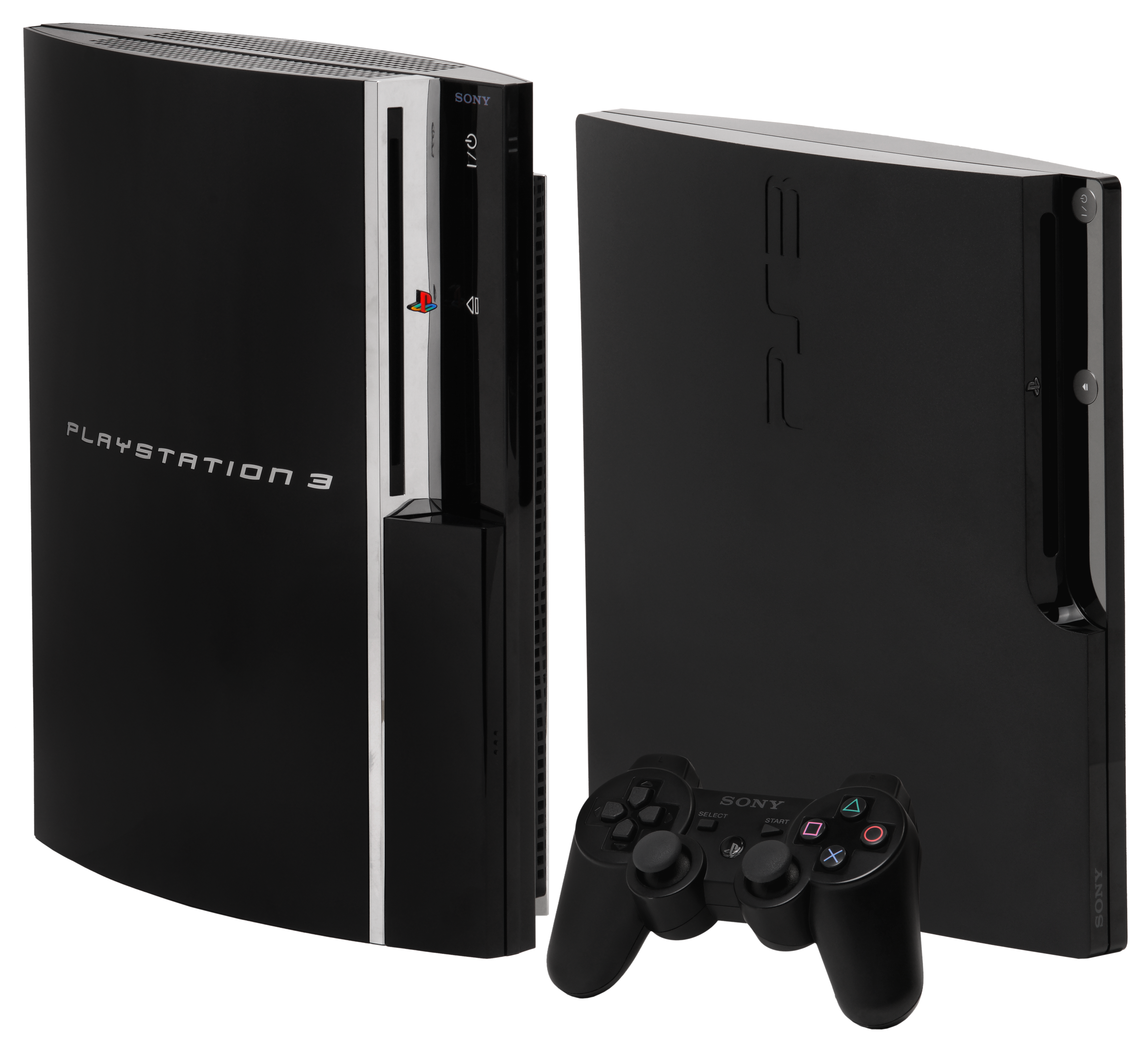
PlayStation 3 y PS3 Slim con DualShock 3

La PlayStation 3 de Sony Computer Entertainment fue lanzada el 11 de noviembre del 2006 en Japón y el 17 de noviembre del 2006 en Norteamérica. La confianza en usar tecnología nueva para el sistema como el microprocesador Cell y el formato Blu-ray causó dificultades en la manufactura, especialmente el diodo Blu-ray, llevando a escasez en el lanzamiento y el retraso del lanzamiento en las regiones PAL; sin embargo, para principios de diciembre del 2006, Sony anunció que todos los problemas en la producción fueron resueltos. Analistas de mercado y ejecutivos de Sony notaron que el éxito de la PlayStation 3 y del formato Blu-ray eran dependientes uno del otro; Rich Marty, vicepresidente del "New Business Development" en Sony Pictures Home Entertainment declaró que la “PS3 es elemental para el éxito del Blu-ray," mientras que Phil Harrison declaró que el éxito de la PlayStation 3 estaría asegurada porque "El crecimiento del mercado de discos Blu-ray... es un factor positivo que jugaría más dentro de la psicología del consumidor... mientras más empresas de electrónica de consumo lancen reproductores de disco propios, mientras más películas de disco Blu-ray se vuelven disponibles y más espacio en los mostradores es dedicado a la categoría en la venta."
Sony brindaría soporte para su consola con nuevos títulos de aclamadas franquicias "first-party" como Gran Turismo, Team Ico y God of War, y asegurando un número de títulos altamente anticipados "third-party", incluyendo Metal Gear Solid 4: Guns of the Patriots, Yakuza 3, Valkyria Chronicles, y Tekken 5: Dark Resurrection ONLINE en la PlayStation Store. Títulos que eran originalmente exclusivos o reconocidos con la plataforma, como Devil May Cry, Ace Combat, Virtua Fighter, y Monster Hunter, fueron lanzados en otras plataformas también. Los títulos anteriores de Grand Theft Auto fueron originalmente exclusivas temporales en la PlayStation 2 antes de hacer su lanzamiento en otras plataformas, como en la Xbox, meses después; sin embargo, Grand Theft Auto IV, la más reciente entrega en su momento, fue lanzado simultáneamente en Xbox 360 y PlayStation 3. Títulos exclusivos para la PlayStation 3 como Assassin's Creed; Bladestorm: The Hundred Years' War, y Fatal Inertia fueron lanzados en Xbox 360 también, con las siguientes iteraciones haciendo su lanzamiento en la Xbox 360 antes de la versión de PlayStation 3. La serie Katamari, quien por mucho tiempo han sido exclusivas de PlayStation 2, logró que una de las entregas más recientes, Beautiful Katamari, exclusividad para Xbox 360. Estos lanzamientos avivaron los rumores y el miedo en que Final Fantasy XIII y Tekken 6, dos exclusivas altamente anticipadas para la PlayStation 3 en su tiempo, también vendrían siendo disponibles para la Xbox 360, la competencia principal de PlayStation 3 y en el E3 del 2008, fue anunciado que Final Fantasy XIII vendría siendo lanzado simultáneamente en la Xbox 360 en Europa y en Norteamérica; después el 8 de octubre de 2008, fue anunciado que Tekken 6 también saldría lanzado para la Xbox 360. Después de los lanzamientos multiplataforma de estos juegos, la quinta entrega de la serie Metal Gear, Metal Gear Solid: Rising, también fue anunciada para la Xbox 360; L.A. Noire, que fue anunciado como exclusiva desde el inicio de su desarrollo, también fue lanzado para la Xbox 360; Dark Souls, el sucesor espiritual de Demon's Souls, también fue lanzado en Xbox 360; la serie Persona, que tiene una larga historia de ser una exclusiva de PlayStation, para la entrega de la séptima generación, Persona 4 Arena fue multiplatforma; sin embargo, Metal Gear Solid 4,  Valkyria Chronicles, Yakuza 3, Tekken 5: Dark Resurrection ONLINE, and Disgaea 3: Absence of Justice se mantuvieron juegos exclusivos de PlayStation 3. Sony ha culpado las ventas menores a lo esperado, pérdida de títulos exclusivos en la librería de juegos de PlayStation 3 a su precio elevado y escasez del sistema.
En julio de 2007, Sony anunció una reducción de precio para la consola de $100. Esta medida solo fue aplicada para los modelos de 60GB y fue una reducción exclusiva para Norteamérica, donde esos modelos ya no estaban en producción. El 18 de octubre del 2007, Sony anunció una reducción de precio de US$100 al modelo de 80 GB y un nuevo modelo de US$399 40 GB que vendría lanzándose el 2 de noviembre con reducción de características como la revocación de la retrocompatibilidad con juegos de PS2. En cuestión de semanas, Sony anunció que las ventas de los modelos de 40 GB y 80 GB por parte de los principales minoristas había incrementado un 192%. En noviembre de 2008, Sony lanza un modelo de 160 GB a $499 y el 18 de agosto del 2009, Sony anuncia la PS3 Slim. La PS3 slim vendió 1 millón en menos de un mes. Después fue anunciado que un modelo de 250GB slim iba a estar disponible. Fue lanzado el 1 de septiembre (o el 3, dependiendo del país) y costó $299, £249 y €299. En Australia la consola costaría A$499, que es A$200 menos que la PS3 estándar. En septiembre del 2009, un modelo slim de 120 GB a un precio de $299 fue lanzado. El modelo de 250 GB a $349 fue lanzado más tarde, en 2009. En agosto del 2010 el modelo slim de 160 GB fue lanzado por $299. El mismo precio por el modelo PS3 slim de 120 GB. En Japón, el modelo slim de 160GB también estaba disponible en color blanco. El 17 de septiembre del 2012, Sony pone a la venta el modelo slim de 320 GB, pero solo fue vendido con el PlayStation Move por US$399.99.
En septiembre del 2012, Sony anuncia un modelo PS3 slim PS3 rediseñado (CECH-4000), comúnmente referido como la PS3 "Super Slim". Fue lanzado a finales del 2012 y estuvo disponible con un disco duro que podía ser de 250 o 500 GB. El modelo "Super Slim" es actualmente el único modelo en producción.
Cesó su producción el 29 de mayo de 2017.

### Wii

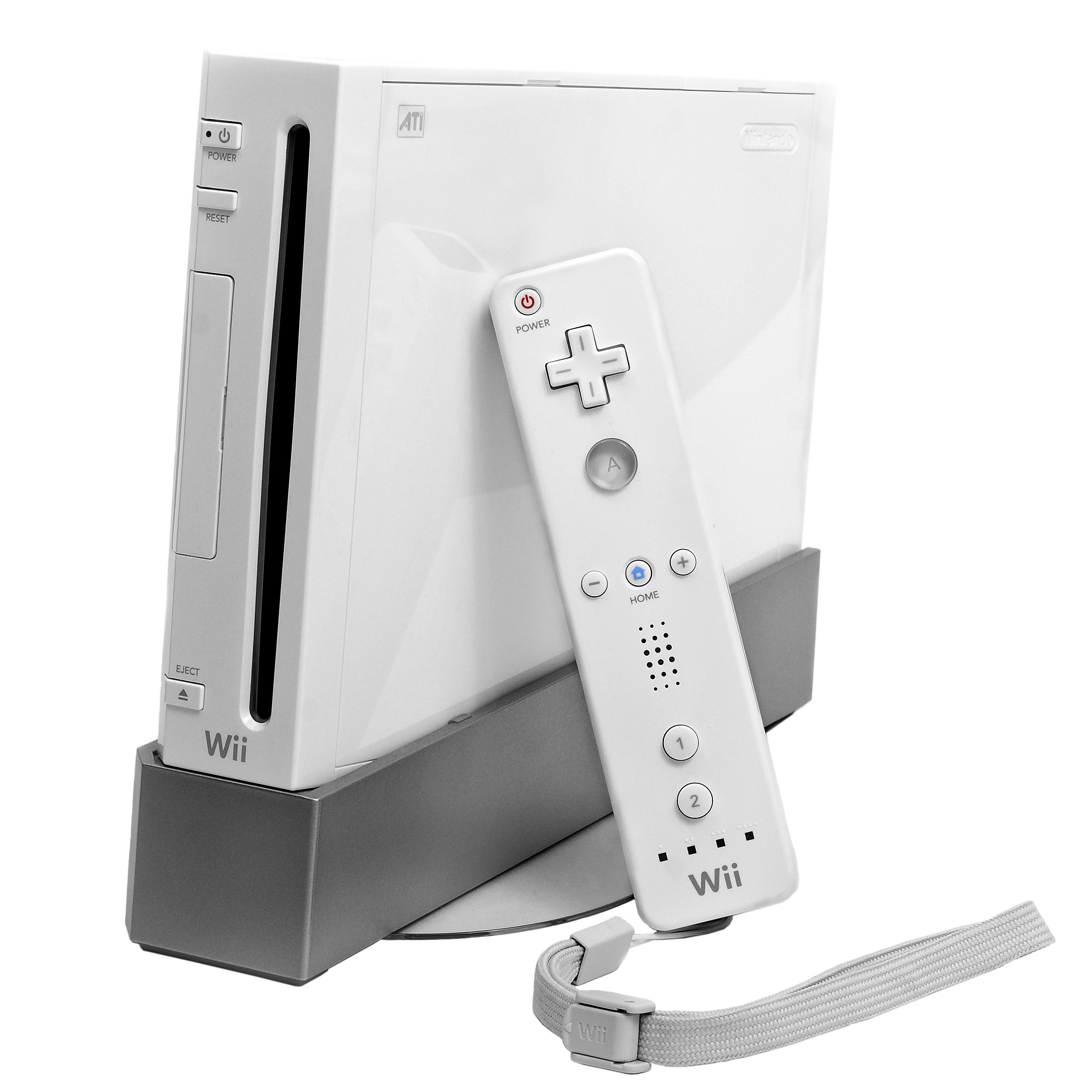
La consola Wii y el Wii Remote

Nintendo entró en esta generación con un nuevo enfoque con la Wii. La compañía planeó atraer a jugadores "hardcore" y casuales, non-gamers, e instó a los jugadores en enfocarse en nuevas experiencias de juego y nuevas formas de interacción con los juegos en vez de una tecnología cara y avanzada de última generación en gráficos, por lo que la Wii gráficamente parecía pertenecer a la generación anterior siendo incluso superada visualmente por algunos títulos de la misma. Esta aproximación fue previamente implementada en su mercado portátil con la Nintendo DS y la Game Boy. Nintendo expresó su confianza en que el nuevo esquema de control que había implementado convertiría al control convencional en uno obsoleto, lo que llevaría a Nintendo a capturar una gran porción de mercado existente también.
La estrategia tuvo un éxito rotundo, con una demanda por la Wii que llegaba a los cielos y que ponía en problemas el abastecimiento del producto en las tiendas constantemente por todo el año 2007. Como Nintendo obtenía ganancia por cada consola desde el inicio a diferencia de sus competidores, alcanzó mucha rentabilidad positiva. Con solo algunas excepciones, las ventas mundiales alrededor del mundo por mes eran superiores a las de Xbox 360 y PlayStation 3, erosionando el temprano liderazgo en ventas de Microsoft y ensanchando la brecha entre su porción de mercado y la de Sony. El 12 de septiembre de 2007, fue reportado por el periódico británico Financial Times que las ventas de la Wii sobrepasaron a las de la Xbox 360, que había sido lanzada apenas el año anterior y se convirtió en la líder del mercado en consolas a nivel mundial para la generación.
Como en las previas generaciones, Nintendo proporcionó un fuerte soporte para su nueva consola con franquicias "first-party" populares como Mario, The Legend of Zelda, Metroid y Pokémon, entre otros. Para atraer a jugadores casuales y no jugadores, Nintendo desarrolló un grupo de juegos para Wii que consiste de Wii Sports, Wii Play, Wii Fit, y Wii Music, donde los jugadores hacían uso de las habilidades del sensor de movimiento de la consola y sus accesorios para simular actividades del mundo real. Con la excepción de Wii Music, los juegos y sus secuelas resultaron altamente exitosos.
Compañías editoras como Ubisoft, Electronic Arts, Capcom y Majesco continuaron lanzando títulos exclusivos para la consola, pero los títulos más fuertes de Wii se mantenían dentro de la línea "first party" de Nintendo. Los analistas especulaban que esto cambiaría a su tiempo ya que la gran popularidad de Wii persuadía a las editoras "third party" en enfocarse en la consola; Sin embargo, algunos desarrolladores "third party" expresaron su frustración por las bajas ventas de sus juegos. Goichi Suda, el desarrollador de No More Heroes para Wii, hizo notar que "solo a los títulos de Nintendo les va bien. Esto no es por la situación actual de Japón, ya que esto está pasando afuera de Japón. Estoy muy sorprendido sobre la realidad de Wii, porque antes de estar haciendo el juego, no estaba esperando que la Wii fuera dirigido solamente a los "no jugadores". Esperaba más juegos para los jugadores "hardcore". La realidad es diferente a lo que esperaba." Por el contrario, la editora PAL de No More Heroes" Rising Star Games estuvieron muy impresionados por las ventas del juego. Goichi Suda luego se retractó de su comentario diciendo que "el punto era que "No More Heroes", a diferencia de muchos títulos para Wii actualmente disponibles este es el tipo producto que atraería un diferente tipo de consumidor al hardware, " [...] " los jugadores que andan buscando un género diferente a los productos que han sido exitosos en la plataforma hasta entonces."
A principios del 2008, el grupo NPD reveló datos de venta mostrando que, mientras que la tasa de posesión fue relativamente baja en toda su vida, en diciembre del 2007, alcanzó una tasa de 8.11 veces mayor que las de Xbox 360 y PlayStation 3 en ese mes. La tasa de posesión baja de Wii podría ser explicada si se compara con la rápida y creciente posesión por los consumidores, analistas financieros señalan a la alta tasa de posesión de la Xbox 360 como indicación de una poco saludable carencia de crecimiento de posesión por los consumidores y advirtieron que lo que realmente beneficia a los desarrolladores "third party" es "la rápida adopción del hardware y una rápida y creciente posesión por los consumidores a quienes pueden vender progresivamente más unidades," lo que tiende a reducir la tasa de posesión de un producto.
El 23 de septiembre de 2009, Nintendo anuncia su primera reducción de precio para la consola. En los Estados Unidos, el precio fue reducido por cincuenta dólares, resultando en un nuevo "Manufacturer's Suggested Retail Price (MSRP)" de $199.99, hecho efectivo el 27 de septiembre del 2009. Para Japón, el precio fue reducido de ¥25,000 a ¥20,000, hecho efectivo el 1 de octubre del 2009. En Europa (con la excepción del Reino Unido), el precio del Wii bajó de €249 a €199. El 3 de mayo del 2010, Nintendo anuncia que las consolas de Wii vendidas en América, ahora incluirían Wii Sports Resort y Wii MotionPlus, hecho efectivo el 9 de mayo del 2010. Desde el 15 de mayo de 2011, la consola Wii tiene el precio de US$149.99 y viene incluyendo el Mario Kart Wii.
Se cesó su producción en 2016.

### Xbox 360

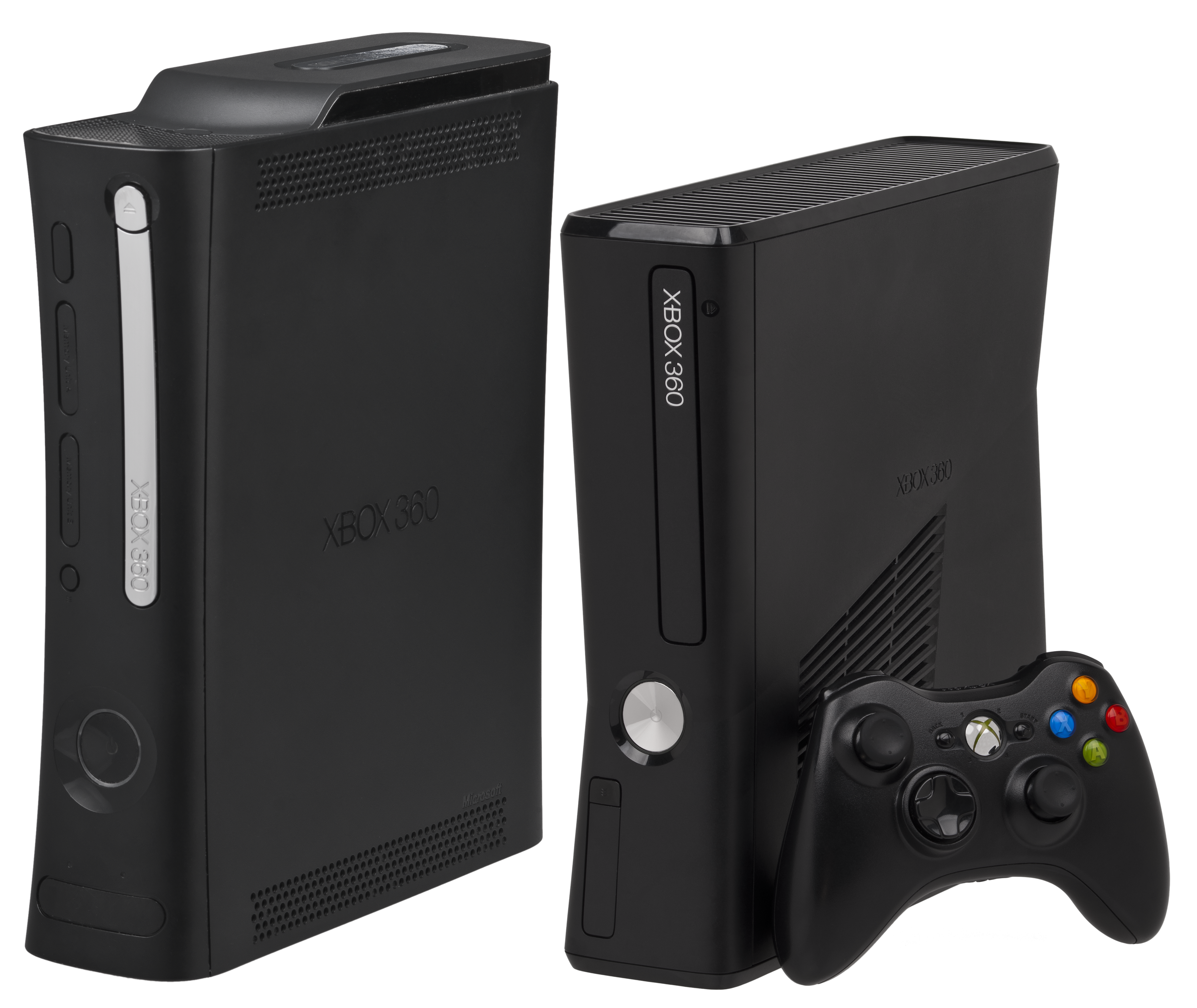
Xbox 360 y Control Xbox 360

La Xbox 360 de Microsoft, logró tener un liderazgo temprano en término de la cuota de mercado, debido enormemente a su ya establecido servicio de juego en línea, el Xbox Live, y su temprano lanzamiento al mercado, que llegó un año antes que su competencia. Las ventas en Norteamérica y Europa continuaron fuertes, incluso después de la llegada de la Wii y la PlayStation 3. Como su predecesor, la Xbox 360 recibió una recepción muy apagada en Japón, atribuido por la falta de contenido dirigido a jugadores japoneses.
Este lanzamiento prematuro tuvo sus consecuencias, ya que problemas técnicos aparecían en varias unidades de la Xbox 360. El problema más conocido fue el "red ring of death" (anillo rojo de la muerte) y el Error E74, que recibió por casi toda la generación una gran atención por parte de los usuarios que tuvieron que reemplazar sus consolas múltiples veces. Microsoft intentó solucionar el problema tras ofrecer una garantía de tres años en todas las consolas afectadas y repararlas sin ningún costo adicional. También reembolsó retroactívamente a los poseedores de los sistemas afectados que pagaron por reparaciones. Según The Mercury News, a los nuevos modelos de la consola se le implementó tecnología de 65 nanómetros que solucionaban el problema; la nueva tecnología se supone que reducía la producción de calor, lo que disminuía el riesgo de sobrecalentamiento y fallos de sistema; aunque esto nunca fue oficialmente confirmado por Microsoft.
Como se comparten muchos juegos multiplataforma y compiten por la misma audiencia como con sus predecesores, se dieron comparaciones frecuentes entre la Xbox 360 y la PlayStation 3. La PS3 usa el formato Blu-ray, mientras que la Xbox 360 usa el estándarDVD9. La Xbox 360 fue menos costosa de ser producida y los analistas esperaban que una nueva versión rediseñada permitiría a Microsoft a bajar más los costos de producción, mientras un consenso en la industria dice que la arquitectura convencional de la Xbox 360 resulta en un más sencillo desarrollo de juegos.
Al final de la primera mitad del 2007, la consola se estabilizó con 11.6 millones de unidades enviadas mientras que las ventas disminuían un 60% y su rival, la Wii, ganaba impulso y Sony anunciaba un recorte de precio más competitivo para la PlayStation 3. La estrategia de Microsoft para aumentar las ventas con el lanzamiento del altamente anticipado Halo 3 en septiembre del 2007 rindió frutos, aventajando a Wii en ventas para ese mes en Norteamérica. "Microsoft's Entertainment" y la División de Dispositivos experimentó un gran incremento en ingresos, enormemente impulsado por el lanzamiento de Halo 3, y postuló una ganancia en el trimestre por primera vez en dos años.
La ventaja de Xbox 360 sobre sus competidores se debe al lanzamiento de juegos de alto perfil, como las adiciones de la franquicia Halo. El "Game Critics Awards" del 2007 honró a la plataforma con 38 nominaciones y 12 reconocimientos, más que cualquier otra plataforma. Para marzo del 2008, la Xbox 360 alcanzó una tasa de posesión de software de 7.5 juegos por consola en los Estados Unidos; esta tasa era de 7.0 en Europa, mientras que sus competidores eran de 3.8 (PS3) y 3.5 (Wii), según Microsoft. En el Game Developers Conference del 2008, Microsoft anunció que se esperaban más de 1,000 juegos disponibles para la Xbox 360 a final del año. La Xbox 360 se las arregló para obtener lanzamientos simultáneos de títulos que fueron inicialmente planeados en ser exclusivas de PS3, incluyendo Devil May Cry, Ace Combat, Virtua Fighter, Grand Theft Auto IV, Final Fantasy XIII, Tekken 6, Metal Gear Solid : Rising, y L.A. Noire.
En agosto del 2007, la primera rebaja de precio fue anunciada para todos sus Stock Keeping Units (SKU's) de Xbox 360. El precio del sistema Core fue reducido en Norteamérica por $20, el Premium por $50 y el modelo Elite por $30. También, el puerto HDMI, previamente exclusivo del sistema Elite, fue adicionado a los modelos Premium y Arcade systems; el sistema Core fue descontinuado.
Nota: el sistema "premium" es vendido en Australia bajo el nombre de "pro", los sistemas Arcade y Elite mantienen los mismos nombres.
En el E3 del 2010, Microsoft reveló un nuevo SKU para la Xbox 360 a un precio de US$299.99, conocido oficialmente como la Xbox 360 S y fue referido como el modelo "Slim" por varios medios de comunicación. Remplazó el modelo Élite y venía con el adaptador IEEE 802.11n WLAN integrado, el puerto TOSLINK integrado, 5 puertos USB y 250 GB de HDD. Tampoco requería de una fuente de alimentación adicional para hacer uso del Kinect, el accesorio de control por movimiento. Una versión de US$199.99 fue lanzada el 3 de agosto del 2010 en Norteamérica la cual reemplazó el modelo Arcade. Tiene 4 GB o 250 GB de memoria interna, un acabado mate o brillante y viene con auriculares. En el E3 del 2013 Microsoft reveló la Xbox 360 E, la iteración final de la serie de consolas Xbox 360, la cual dio paso a la consola sucesora, la Xbox One. La Xbox 360 E estuvo originalmente a un precio de US$199.99 para el modelo de 4GB y US$299.99 para el modelo de 250GB. Esta 360 E presentaba un nuevo diseño cuadrado con un simplificado exterior muy parecido al de Xbox One.
La consola finalmente fue descontinuada el 20 de abril de 2016.

### Comparación
| Nombre                                                                                          | Xbox 360 | PlayStation 3 | PlayStation 3 SLIM | Wii |
| ----------------------------------------------------------------------------------------------- | --- | --- | --- | --- |
| Logo                                                                                            | | | | |
| Fabricante                                                                                      | Microsoft Xbox | Sony Computer Entertainment | Sony Computer Entertainment | Nintendo |
| Imagen                                                                                          | | | | |
| Arriba: Un modelo original de Xbox 360 y la Xbox 360 Arcade Medio: Xbox 360 S Abajo: Xbox 360 E | Un modelo original de PlayStation 3 y un DualShock 3 | Arriba: Un modelo "Slim" de PlayStation 3 y un DualShock 3 Abajo: Un modelo "Super Slim" de PlayStation 3 y un DualShock 3 | Arriba: Un modelo original de Wii y Wii Remote Medio: Ilustración de un modelo de Wii Family edición Abajo: Una Wii Mini y un Wii Remote Plus | |
| Código de producto                                                                              | - xenon Vx - zephyr Vx - opus Vx - falcon Vx j - asper Vx - trinity Vx - cronona Vx (as "x" hacen referencia a un número variable, por los cambios de board) | - PS3 Phat: CECHH-xx CECHG-xx CECHE-xx CECHC-xx CECHB-xx CECHA-xx CECHK-xx CECHJ-xx CECHL-xx CECHM-xx CECHP-xx CECHQ-xx | - PS3 Slim: CECH-xxxx-x - PS3 Super Slim: CECH-xxxx-x (las "x" hacen referencia a un carácter variable, por los cambios de puertos, colores, compatibilidades en los modelos) | - Wii RVL-001 - Wii Family Edition RVL-101 - Wii Mini RVL-201 |
| Fechas de lanzamiento                                                                           | - NA 22 de noviembre de 2005 - EU 2 de diciembre de 2005 - JP 10 de diciembre de 2005 - AUS 23 de marzo de 2006 más info | - JP 11 de noviembre de 2006 - NA 17 de noviembre de 2006 - PAL 23 de marzo de 2007 más info | - JP 11 de noviembre de 2006 - NA 17 de noviembre de 2006 - PAL 23 de marzo de 2007 más info | Wii:- JP 2 de diciembre de 2006 - NA 19 de noviembre de 2006 - EU 8 de diciembre de 2006 - AUS 7 de diciembre de 2006 Wii Family Edition- NA 23 de octubre de 2011 - EU 4 de noviembre de 2011 - AUS 11 de noviembre de 2011 Wii Mini:- NA 17 de noviembre de 2013 (usa) - NTSC 7 de diciembre de 2012 (Canadá) - EU 15 de marzo de 2013 - UK 22 de marzo de 2013 mas info |
| Precios de lanzamiento de Norteamérica                                                          | US$299.99 (Core) (descontinuado) US$399.99 (Premium – 20 GB) (descontinuado) US$249.99 (Premium – 60 GB) (descontinuado) US$479.99 (Elite) (120 GB) (descontinuado) US$299.99 (Arcade – 256 MB memoria interna) (descontinuado) US$199.99 (Arcade – 512 MB memoria interna) (descontinuado) US$299.99 ("Super Elite") (250 GB) (descontinuado) US$399.99 (Xbox 360 S – 250 GB + Kinect) (descontinuado) US$299.99 (Xbox 360 S – 250 GB) (descontinuado) US$299.99 (Xbox 360 S – 4 GB memoria interna + Kinect) (descontinuado) US$199.99 (Xbox 360 S – 4 GB memoria interna) (descontinuado) US$199.99 (Xbox 360 E – 4 GB memoria interna) | US$499.99 (20 GB) (descontinuado) US$599.99 (60 GB) (descontinuado) US$499.99 (2nd gen 80 GB) (descontinuado) US$399.99 (40 GB) (descontinuado) US$399.99 (3rd gen 80 GB) (descontinuado) US$499.99 (160 GB) (descontinuado) | US$299.99 (120 GB "Slim") (descontinuado) US$249.99 (160 GB "Slim")(descontinuado) US$349.99 (250 GB "Slim") (descontinuado) US$299.99 (320 GB "Slim") (descontinuado) US$199.99 (Slim (rediseñado) – 12 GB memoria interna) | US$249.99 (consola color blanco con Wii Sports incluido) (descontinuado) US$199.99 (consola color blanco o negro con Wii Sports, Wii Sports Resort y Wii MotionPlus incluidos; paquete de consola color rojo con Wii Sports y New Super Mario Bros. Wii) (descontinuado) US$149.99 (consola color blanco o negro con Mario Kart Wii y Wii MotionPlus, retira el soporte con GameCube) (descontinuado) US$99.99 (Wii Mini, consola color negro y rojo con un Wii Remote plus rojo y Nunchuk, ningún juego incluido, sin juego en línea) |
| Precio de lanzamiento de Japón                                                                  | ¥27,800(Arcade 256 MB memoria interna) (descontinuado) ¥27,800 (Arcade 512 MB memoria interna) (descontinuado) ¥29,000 (Core) (descontinuado) ¥39,795 (Premium) (20 GB) (descontinuado) ¥29,800 (Premium) (60 GB) (descontinuado) ¥47,800 (Elite) (descontinuado) | ¥49,980 (20 GB) (descontinuado) ¥59,980 (60 GB) (descontinuado) ¥39,980 (40 GB) (descontinuado) ¥49,980 (80 GB) (descontinuado) ¥39,980 (3rd gen 80 GB) (descontinuado) | ¥49,980 (20 GB) (descontinuado) ¥59,980 (60 GB) (descontinuado) ¥39,980 (40 GB) (descontinuado) ¥49,980 (80 GB) (descontinuado) ¥39,980 (3rd gen 80 GB) (descontinuado) | ¥25,000 (consola color blanco) ¥25,000 (consola color negro) ¥33,000 (consola negra con Monster Hunter Tri y el Wii Classic Controller incluido) |
| Precio de lanzamiento de Europa                                                                 | €179/ £199.99 (Arcade 256 MB memoria interna) (descontinuado) €179 / £199.99 (Arcade 512 MB memoria interna) (descontinuado) €299.99 / £209.99 (Core) (descontinuado) €399.99 / £279.99 (Premium) (descontinuado) £299.99 (Elite) (descontinuado) €249.99 / £199.99 (Xbox 360 S – 250 GB) €199.99 / £149.99 (Xbox 360 S – 4 GB) | €399.99 / £299.99 (40 GB) (descontinuado) €599.99 / £424.99 (60 GB) (descontinuado) €399.99 / £299.99 (3rd gen 80 GB) (descontinuado) | €299.99 / £249.99 (120 GB "Slim") (descontinuado) €249.99 / £249.99 (160 GB "Slim") £184.99 (12 GB "Super Slim") £249.99 (500 GB "Super Slim") | €249.99 / £179.99 (consola color blanco con Wii Sports incluido) €199.99 / £179.99 (consola color negro con Wii Sports Resort y Wii MotionPlus incluidos) €149.99 / £179.99 (consola color blanco con Wii Sports y Wii Party incluidos) |
| Descontinuado                                                                                   | Core:- WW octubre de 2007 Xbox 360 [Premium]:- WW 2008 Xbox 360 Elite: - WW 2009 Xbox 360 Arcade: - WW 2009 Xbox 360 Super Elite: - WW 2010 | Modelo original: - NA abril de 2007 - WW septiembre de 2009 Slim: - WW septiembre de 2012 | Modelo original: - NA abril de 2007 - WW septiembre de 2009 Slim: - WW septiembre de 2012 | Modelo original: - JP 20 de octubre de 2013 - EU 24 de octubre de 2013 - NA noviembre de 2014 |
| Soporte                                                                                         | DVD-DL | Blu-ray Disc | Blu-ray Disc | Wii Optical Disc (DVD-DL propietario) |
| CPU                                                                                             | 3.0 GHz IBM PowerPC tri-core conocido como "Xenon" | Núcleo Cell de banda ancha (3.1 GHz basado del Power Architecturel, PPE con siete 3.1 GHz SPEs) | Núcleo Cell de banda ancha (3.1 GHz basado del Power Architecturel, PPE con siete 3.1 GHz SPEs) | 729 MHz basado del PowerPC de IBM "Broadway" |
| GPU                                                                                             | 500 MHz de nombre "Xenos" (diseño personalizado de ATI) | 550 MHz RSX 'Reality Synthesizer' (basado de la arquitectura NVIDIA G70 de la serie GeForce 7) | 550 MHz RSX 'Reality Synthesizer' (basado de la arquitectura NVIDIA G70 de la serie GeForce 7) | 243 MHz ATI "Hollywood" |
| Memoria                                                                                         | 512 MB GDDR3 @ 700 MHz compartido entre CPU & GPU 10 MB EDRAM GPU de memoria frame buffer | 256 MB XDR @ 3.2 GHz 256 MB GDDR3 @ 700 MHz | 256 MB XDR @ 3.2 GHz 256 MB GDDR3 @ 700 MHz | 24 MB "interno" 1T-SRAM integrado dentro del paquete 64 MB "externo" GDDR3 SDRAM 3 MB GPU memoria frame buffer |
| Dimensiones                                                                                     | Original: 310 × 80 × 260 mm (12.2 × 3.2 × 10.2 in) Xbox 360S: 270 × 75 × 264 mm (10.6 × 3.0 × 10.4 in) | Original: 325 × 98 × 274 mm (12.8 × 3.9 × 10.8 in) | Slim: 290 × 65 × 290 mm (11.4 × 2.6 × 11.4 in) | 4.4 × 16 × 21.5 cm (1,513.6 cm³) / 1.7 × 6.3 × 8.5 in (92.4 in3)[cita requerida] |
| Peso                                                                                            | Original: 3,5 kg (7,7 lb) Xbox 360S: 2,9 kg (6,4 lb) | Original: 5 kg (11,0 lb) | Slim (2009): 3,2 kg (7,1 lb) Slim (2011): 2,6 kg (5,7 lb) Super Slim (2012): 2.08 kg (4.6 lb) | 1,2 kg (2,6 lb) |
| Accesorios incluidos (a)                                                                        | - Control: - Con cable (modelo Core solamente) - Inalámbrico (todos los modelos excepto el Core) nota 1 - auriculares alambrado (todos los modelos excepto Core, Arcade y consolas Xbox 360 S de 4 ) - Cable AV: - Cable compuesto AV (todos los modelos excepto Pro/Premium y modelos Elite antes de septiembre del 2009) - Cable componente AV HD (Pro/Premium y modelos Elite antes de septiembre del 2009) nota 2 - Cable Ethernet (Pro/Premium y modelos Elite antes de septiembre del 2009) - Cable HDMI cable y adaptador de audio (modelos Elite antes de septiembre del 2009) - Almacenamiento extraíble: - Varios discos duros extraíbles, capacidad era dependiente del SKU (todos los modelos excepto Core, Arcade y consolas Xbox 360 S de 4 ) - Unidad de memoria de 256 MB (algunos modelos Arcade solamente, más tarde reemplazado con almacenamiento de memoria interno no desmontable) nota 1: Consolas "Super Elite" de 250 GB venía con 2 controles inalámbricos. Consolas Xbox 360 S de 320 GB venían con control "d-pad transformable". nota 2: reemplazado por el Cable AV D-Terminal HD (D 端子 HD AV ケーブル?) en Japón | - Control: - Control Sixaxis inalámbrico (1.ª, 2.ª, y 3.ª generación (de 40 GB)) - DualShock control inalámbrico (3.ª (80 GB, 160 GB) y 4.ª generación) - Cable Mini-USB\|USB A → mini-B - Cable (composite video/audio Estéreo ) - Cable Ethernet 1.ª generación (20GB y 60GB) | - Control: - Control Sixaxis inalámbrico (1.ª, 2.ª, y 3.ª generación (de 40 GB)) - DualShock control inalámbrico (3.ª (80 GB, 160 GB) y 4.ª generación) - Cable Mini-USB\|USB A → mini-B - Cable (composite video/audio Estéreo ) - Cable Ethernet 1.ª generación (20GB y 60GB) | - Cable AV compuesto - Control Wii Remote y aditamento nunchuck - Sensor Bar - Stand de consola con platillo |
| Accesorios                                                                                      | ver accesorios para Xbox 360 | ver accesorios para PlayStation 3 | ver accesorios para PlayStation 3 | ver accesorios para Wii |
| Control (b)                                                                                     | - Control Xbox 360 (hasta 4 jugadores; cualquier combinación de control con cable o inalámbrico) - Volante de carreras inalámbrico de Xbox 360 - Control del botón grande/Control del juego de trivia "Scene It" (hasta 8 conectados) - Cámara Xbox Live Vision - Control remoto universal de Xbox 360 - Sensor de movimiento Kinect | - Control Sixaxis/DualShock 3 (hasta 7 vía Bluetooth o USB) - PSP vía Wi-Fi* o USB (en ciertos títulos solamente) - Cámara PlayStation Eye - Buzzer inalámbrico Buzz!: Quiz TV - Control de movimiento PlayStation Move - Controles remotos de Blu-Ray para PS3 - Varios USB HIDs genéricos, incluyendo teclados, ratón y controles de juego | - Control Sixaxis/DualShock 3 (hasta 7 vía Bluetooth o USB) - PSP vía Wi-Fi* o USB (en ciertos títulos solamente) - Cámara PlayStation Eye - Buzzer inalámbrico Buzz!: Quiz TV - Control de movimiento PlayStation Move - Controles remotos de Blu-Ray para PS3 - Varios USB HIDs genéricos, incluyendo teclados, ratón y controles de juego | - Wii Remote (hasta 4 vía Bluetooth) - Aditamento Wii MotionPlus - Aditamento Nunchuk - Control Classic - GameCube controller con ciertos juegos de Wii, para todos los juegos de GameCube y juegos en el Virtual Console(hasta 4) - GBA vía cables Link - Nintendo DS (vía Wi-Fi) - Wii Balance Board - Wii Zapper |
| Imagen                                                                                          | | | | |
| Sensores de movimiento                                                                          | | | | |
| Interfaz de usuario                                                                             | Xbox 360 Dashboard New Xbox Experience (NXE) Diseño del 6 de diciembre del 2011* *Programado usando el lenguaje de diseño Metro de Microsoft. | XrossMediaBar (XMB) | XrossMediaBar (XMB) | Menú Wii |
| Características de Software de Sistema                                                          | - Reproducción de archivo de audio (sin DRM AAC, MP3, WMA) - Reproducción de archivo de video (MPEG4, WMV, DivX, XviD) - Presentación de imágenes - Conexión con PCs Windows para más soporte de codec y reproducción externa (compatible de forma nativa con Windows XP Media Center Edition y Windows Vista, con Windows XP tras descargar un cierto paquete de software) - Soporte de teclado | - Reproducción de archivo de audio (Atrac, AAC, MP3, MP3 Surround, WAV, WMA) - Reproducción de archivo de video (MPEG1, MPEG2, MPEG4, WMV, DivX, XviD) - Editor de imágenes y presentación de imágenes (JPEG, GIF, PNG, TIFF, BMP) - Conectividad con servidores DLNA - Soporte de ratón y teclado - Cliente Folding@home con visualizaciones desde RSX | - Reproducción de archivo de audio (Atrac, AAC, MP3, MP3 Surround, WAV, WMA) - Reproducción de archivo de video (MPEG1, MPEG2, MPEG4, WMV, DivX, XviD) - Editor de imágenes y presentación de imágenes (JPEG, GIF, PNG, TIFF, BMP) - Conectividad con servidores DLNA - Soporte de ratón y teclado - Cliente Folding@home con visualizaciones desde RSX | - Reproducción de archivo de audio (Anteriormente, MP3, ahora solamente AAC) - Reproducción de archivo de video (Motion JPEG) - Editor de imágenes y presentación (JPG) - Soporte de teclado |
| Bloqueo regional                                                                                | Sí | No | No | Sí |
| Retro compatibilidad                                                                            | 465 juegos de Xbox (desde noviembre del 2007). Juegos adicionales hechos con actualizaciones de software. Disco duro oficial de Xbox requerido. | El modelo de primera generación es retrocompatible con juegos de PS1 y PS2 por la inclusión de chips como el "Emotion Engine" y "Graphics Synthesizer". El modelo de segunda generación ofrecía menos retrocompatibilidad para títulos de PS2 ya que solo incluía el "Graphics Synthesizer" y se tenía que emular la CPU. Modelos de tercera generación y otros más recientes quitaron por completo el soporte de lectura de títulos de PS2. Los modelos de tercera generación eliminaron el soporte para todos los títulos de PS2 a través del disco, pero algunos juegos en formato digital, comercializados como "clásicos de PS2" a través de la tienda PlayStation todavía son compatibles a través de la emulación de software. Todos los modelos PS3 reproducen la mayoría de los discos de PS1 independientemente de la compatibilidad de PS2. | El modelo de primera generación es retrocompatible con juegos de PS1 y PS2 por la inclusión de chips como el "Emotion Engine" y "Graphics Synthesizer". El modelo de segunda generación ofrecía menos retrocompatibilidad para títulos de PS2 ya que solo incluía el "Graphics Synthesizer" y se tenía que emular la CPU. Modelos de tercera generación y otros más recientes quitaron por completo el soporte de lectura de títulos de PS2. Los modelos de tercera generación eliminaron el soporte para todos los títulos de PS2 a través del disco, pero algunos juegos en formato digital, comercializados como "clásicos de PS2" a través de la tienda PlayStation todavía son compatibles a través de la emulación de software. Todos los modelos PS3 reproducen la mayoría de los discos de PS1 independientemente de la compatibilidad de PS2. | Soporta todos los títulos de Nintendo GameCube y la mayoría de los accesorios. La "Family Edition" y modelos "Mini" quitaron por completo el soporte de juegos de la GameCube. |
| Servicios en línea (d)                                                                          | Xbox Live Xbox Live Arcade Xbox Live Marketplace Xbox Live Vision (webcam), auriculares Tienda de video de Xbox Live Windows Live Messenger Internet Explorer (no era necesario contar con subscripción Xbox Live Gold) VideoKinect (se requería el sensor Kinect) | Remote Play PlayStation Network PlayStation Store Navegador de internet (Flash habilitado) Video chat usando la cámara PlayStation Eye u otro webcam de USB What's New PlayStation Home Life with PlayStation Facebook PlayStation Plus | Remote Play PlayStation Network PlayStation Store Navegador de internet (Flash habilitado) Video chat usando la cámara PlayStation Eye u otro webcam de USB What's New PlayStation Home Life with PlayStation Facebook PlayStation Plus | Nintendo Wi-Fi Connection WiiConnect24 Internet Channel (navegador de internet) News Channel Forecast Channel Everybody Votes Channel Wii Shop Channel Check Mii Out Channel Nintendo Channel Wii no Ma (solo en Japón) Wii Speak Channel (disponible solamente con la compra del Wii Speak) Canal de comida a domicilio (solo Japón) Canal de guía de televisión (solo Japón) Canal hoy y mañana (solo en Japón y Reino Unido) Canal todos aman el teatro (solo Japón) Homebrew Channel (software no oficial)                         |
| Servicios de entretenimiento y video                                                            | 4oD* (solo Reino Unido; Xbox Live Gold es requerido) AT&T U-verse (solo Norteamérica, subscripción separada requerida) BBC iPlayer (solo Reino Unido) blinkbox* (solo Reino Unido; Xbox Live Gold es requerido) Canal+ (solo FR(?); Xbox Live Gold es requerido, subscripción separada es requerida) CanalSat (solo FR(?); Xbox Live Gold es requerido, subscripción separada es requerida) CanalPlay (solo FR(?); Xbox Live Gold es requerido, subscripción separada es requerida) Dailymotion* (Xbox Live Gold es requerido) Demand 5* (solo Reino Unido; Xbox Live Gold res requerido) ESPN (solo Norteamérica, subscripción a Xbox Live Gold es requerido) Foxtel (solo Australia, subscripción con Xbox Live Gold es requerido) Hulu Plus (solo Norteamérica, subscripción separada es requerida) Last.fm LoveFilm(solo Reino Unido, subscripción separada es requerida) MSN* MUZU TV* (solo Reino Unido; Xbox Live Gold es requerido) Netflix (Norteamérica, Reino Unido y República de Irlanda solamente, Xbox Live Gold es requerido, subscripción separada requerida) PLUS 7 (solo Australia) Sky Go* (solo Reino Unido; Xbox Live Gold es requerido, suscripción separada requerida) Telus Optik TV (solo Canadá, suscripción separada requerida) Vodafone Casa TV (solo Portugal, suscripción separada requerida) YouTube* (Xbox Live Gold es requerido) Zune * Actualización del 6 de diciembre del 2011 es requerida. Ver 'Interfaz de usuario' | 4oD (solo Reino Unido, vía navegador de internet) ABC iview (solo Australia) Amazon Instant Video (solo Norteamérica) Access(solo Reino Unido) BBC iPlayer (solo Reino Unido) Crackle Crunchyroll (solo Norteamérica) Hulu Plus (solo Norteamérica, subscripción separada requerida) ITV/STV/UTV Player (solo Reino Unido, vía navegador de internet) Laugh Factory Live (solo Norteamérica) LoveFilm (solo Reino Unido, subscripción separada requerida) MLB.tv (solo Norteamérica, subscripción separada requerida) MUBI (solo Europa, subscripción separada requerida) Music Unlimited (subscripción separada requerida) Neon Alley (solo Norteamérica) NHL Gamecenter (solo Norteamérica, subscripción separada requerida) NFL Sunday Ticket (solo Norteamérica, subscripción separada requerida) Netflix (Norteamérica, Reino Unido y República de Irlanda solamente, subscripción separada requerida) PLUS 7 (solo Australia) Qore(solo Norteamérica) SEC Digital Network (solo Norteamérica, subscripción separada requerida) TVNZ ondemand(solo Nueva Zelanda, vía navegador de internet) Video Unlimited (subscripción separada requerida) VidZone (Europa, Australia y Nueva Zelanda solamente) Vudú (subscripción separada requerida) YouTube (solo Norteamérica) | 4oD (solo Reino Unido, vía navegador de internet) ABC iview (solo Australia) Amazon Instant Video (solo Norteamérica) Access(solo Reino Unido) BBC iPlayer (solo Reino Unido) Crackle Crunchyroll (solo Norteamérica) Hulu Plus (solo Norteamérica, subscripción separada requerida) ITV/STV/UTV Player (solo Reino Unido, vía navegador de internet) Laugh Factory Live (solo Norteamérica) LoveFilm (solo Reino Unido, subscripción separada requerida) MLB.tv (solo Norteamérica, subscripción separada requerida) MUBI (solo Europa, subscripción separada requerida) Music Unlimited (subscripción separada requerida) Neon Alley (solo Norteamérica) NHL Gamecenter (solo Norteamérica, subscripción separada requerida) NFL Sunday Ticket (solo Norteamérica, subscripción separada requerida) Netflix (Norteamérica, Reino Unido y República de Irlanda solamente, subscripción separada requerida) PLUS 7 (solo Australia) Qore(solo Norteamérica) SEC Digital Network (solo Norteamérica, subscripción separada requerida) TVNZ ondemand(solo Nueva Zelanda, vía navegador de internet) Video Unlimited (subscripción separada requerida) VidZone (Europa, Australia y Nueva Zelanda solamente) Vudú (subscripción separada requerida) YouTube (solo Norteamérica) | BBC iPlayer (solo Reino Unido) Hulu Plus (solo Norteamérica, subscripción separada requerida) Kirby TV (solo Europa) Netflix (Norteamérica, Reino Unido y República de Irlanda, subscripción separada y el "Internet Channel" es requerido) Nintendo Channel Television Friend Channel (solo Japón) Wii no Ma (solo Japón, se terminaron operaciones el 30 de abril del 2012) YouTube |
| Programación computacional del consumidor                                                       | Desarrollo en PC con XNA Game Studio ($99/la subscripción anual, distribución binaria con XNA 1.0 Refresh) | Desarrollo en la consola (excluyendo el acelerador gráfico RSX ) vía plataforma Linux gratis o PC (excluyendo todos los modelos slim y cualquier consola con el firmware actualizado de la 3.21 en adelante) | Desarrollo en la consola (excluyendo el acelerador gráfico RSX ) vía plataforma Linux gratis o PC (excluyendo todos los modelos slim y cualquier consola con el firmware actualizado de la 3.21 en adelante) | WiiWare Homebrew Channel (Software no oficial) |
| Entrada y salida (I/O)                                                                          | IrDA-compliant infrarrojo para I/O remoto 2 puertos para Memory Card* 3 puertos USB 2.0** 1 puerto Ethernet *Descontinuado en modelos slim **5 puertos USB 2.0 ports en modelos slim | Bluetooth 2.1 EDR 4 puertos USB 2.0* 1 [puerto [1000BASE-T\|Gigabit Ethernet]] 1 puerto Memory Stick Pro/Duo** 1 puerto SD/mini SD** 1 puerto Compact Flash ** *2 puertos USB 2.0 en modelos de 3.ª y 4.ª generación (modelos slim) **60 GB and 2nd gen 80 GB models only | Bluetooth 2.1 EDR 4 puertos USB 2.0* 1 [puerto [1000BASE-T\|Gigabit Ethernet]] 1 puerto Memory Stick Pro/Duo** 1 puerto SD/mini SD** 1 puerto Compact Flash ** *2 puertos USB 2.0 en modelos de 3.ª y 4.ª generación (modelos slim) **60 GB and 2nd gen 80 GB models only | Bluetooth 2.0 2 puertos USB 2.0 4 puertos de controles y 2 puertos de Memory Card (GameCube) 1 puerto SD(HC) Card |
| Medio óptico                                                                                    | 12× DVD (65.6–132 Mbit/s), CD | 2× BD-ROM (72 Mbit/s), 8× DVD, 24× CD, 2× SACD* Compatibilidad removida en modelos de 3.ª y 4.ª generación | 2× BD-ROM (72 Mbit/s), 8× DVD, 24× CD, 2× SACD* Compatibilidad removida en modelos de 3.ª y 4.ª generación | Wii Optical Disc, Nintendo GameCube Game Disc (DVD-Video la capacidad de lectura fue anunciada para Japón en 2007, pero nunca fue lanzada) |
| Salidas de video                                                                                | HDMI 1.2a (en modelos fabricados después de agosto del 2007), VGA (RGBHV), Component/D-Terminal (YPBPR), SCART (RGBS), S-Video, Composite | HDMI 1.3a, Component/D-Terminal (YPBPR), SCART (RGBS), S-Video, Composite | HDMI 1.3a, Component/D-Terminal (YPBPR), SCART (RGBS), S-Video, Composite | Component/D-Terminal (YPBPR), SCART (RGBS), S-Video, Composite |
| Resoluciones                                                                                    | Capaz de conectarse a HDTVs (480i, 480p, 576i (50 Hz), 576p, 720p, 1080i, 1080p) Varias resoluciones de monitor son disponibles vía VGA y HDMI/DVI (640×480, 848×480, 1024×768, 1280×720, 1280×768, 1280×1024, 1360×768, 1440×900, 1680×1050 & 1920×1080) | Capaz de conectarse a HDTV (480i, 480p, 576i, 576p, 720p, 1080i, 1080p) | Capaz de conectarse a HDTV (480i, 480p, 576i, 576p, 720p, 1080i, 1080p) | Capaz de conectarse a EDTVs (480i, 480p, 576i) |
| Audio                                                                                           | Dolby Digital, WMA Pro, DTS*, DTS-ES* *(DVD y HD DVD solamente) - 256+ canales de audio - 320 canales independientes de descompresión - Procesador de 32-bit; soporte de 48khz, 16-bit | Dolby Digital, DTS, Dolby Digital Plus*, Dolby TrueHD*, DTS-HD Master Audio*, DTS-HD High Resolution Audio*, DTS-ES‡, DTS 96/24‡, DTS-ES Matrix† *películas de DVD y Blu-ray solamente. ‡películas DVD solamente. †películas Blu-Ray solamente. - Audio combinado por software | Dolby Digital, DTS, Dolby Digital Plus*, Dolby TrueHD*, DTS-HD Master Audio*, DTS-HD High Resolution Audio*, DTS-ES‡, DTS 96/24‡, DTS-ES Matrix† *películas de DVD y Blu-ray solamente. ‡películas DVD solamente. †películas Blu-Ray solamente. - Audio combinado por software | Dolby Pro Logic II surround, sonido estéreo y un altavoz Mono adicional implementado dentro del control. - Audio combinado por software |
| Red                                                                                             | 100BASE-TX Ethernet Adaptador opcional 802.11a/b/g/n Wi-Fi (incluido dentro de los modelos Slim) | 10BASE-T/100BASE-TX/1000BASE-T Ethernet Wi-fi 802.11 b/g implementado internamente (todos los modelos excepto el de 20 GB) | 10BASE-T/100BASE-TX/1000BASE-T Ethernet Wi-fi 802.11 b/g implementado internamente (todos los modelos excepto el de 20 GB) | Wi-fi 802.11 b/g implementado internamente Ethernet opcional con un adaptador de USB |
| Almacenamiento                                                                                  | Incluido/Opcional* disco duro desmontable SATA y cambiable a 20 GB, 60 GB, 120 GB, 250 GB o 320 GB. Memory cards Xbox 360 USB mass storage Almacenamiento en la nube (512MB) (subscripción a Xbox Live Gold requerido) *versiones Premium incluyen 20 GB o 60 GB HDD, el Elite incluye 120 GB HDD, y todos los discos duros están disponibles para compra | Disco duro de 2.5 pulgadas actualizable SATA (actualizable con cualquier 2.5 pulgadas SATA 1.0 compliant HDD o SSD). Memory Stick, SD, & Type I/II CompactFlash / Microdrive* USB mass storage Almacenamiento en la nube (2GB) (subscripción a PlayStation requerida) *Para los modelos de 60 GB y 80 GB de 2.ª generación | Disco duro de 2.5 pulgadas actualizable SATA (actualizable con cualquier 2.5 pulgadas SATA 1.0 compliant HDD o SSD). Memory Stick, SD, & Type I/II CompactFlash / Microdrive* USB mass storage Almacenamiento en la nube (2GB) (subscripción a PlayStation requerida) *Para los modelos de 60 GB y 80 GB de 2.ª generación | 512 MB incluidos en memoria interna flash Tarjeta SD (hasta 32 GB con el software 4.0) Nintendo GameCube Memory Cards El control remoto Wii contiene un chip 16 KiB EEPROM de donde una sección de 6 kilobytes puede leerse y escribirse libremente (usado para almacenar 10 Miis). |
| Almacenamiento                                                                                  | | | | |
| Soporte de televisión 3D (c)                                                                    | Sí | Sí | Sí | No |
| Juegos mejor vendidos                                                                           | Kinect Adventures (empaquetado con el accesorio Kinect), 24 million Juego más vendido no empaquetado: Grand Theft Auto V, 15.34 millones | Grand Theft Auto V, 17.27 millones | Grand Theft Auto V, 17.27 millones | Wii Sports (empaquetado, excepto Japón), 82.54 millones Juego más vendido no empaquetado: Mario Kart Wii (35.53 millones) |
| Lista de juegos                                                                                 | Videojuegos para Xbox 360 | Videojuegos para PlayStation 3 | Videojuegos para PlayStation 3 | Videojuegos para Wii |

|}

(a):  Paquetes de juegos no enlistados. Paquetes, ediciones especiales y ediciones limitadas pueden incluir ítems adicionales o intercambiados.

(b):  Existen otros dispositivos de entrada disponibles para todas las 3 consolas, incluyendo controles para juegos rítmicos, micrófonos y tabletas/controles por manufactureros terceros.

(c):  Todas las consolas son capaces de producir imágenes 3D usando anáglifos o sistemas de cuadro (frame) compatibles (lado a lado/SbS, arriba y abajo/TaB), ya que no requieren de una salida especial de hardware. Como tal, estos modos de despliegue son dependientes del software que viene siendo desplegado en vez de la consola

(d): Las aplicaciones de Facebook y Twitter para Xbox 360 fueron retirados en octubre del 2012.

#### Ventas mundiales
Figuras mundiales son basadas en datos de manfactureros. Las figuras de Canadá y Estados Unidos son basados de datos del "NPD Group", las figuras de Japón son basadas de datos de Famitsu/Enterbrain y en el Reino Unido las figuras son basadas de datos de GfK Chart-Track.
| Consola       | Unidades vendidas a nivel mundial       | Unidades vendidas a clientes en Australia                             | Unidades vendidas a clientes en Canadá   | Unidades vendidas a clientes en Japón        | Unidades vendidas a clientes en EE. UU. | Unidades vendidas a clientes en Europa |
| ------------- | --------------------------------------- | --------------------------------------------------------------------- | ---------------------------------------- | -------------------------------------------- | --------------------------------------- | -------------------------------------- |
| Wii           | 101.07 millones (del 22 de septiembre ) | 2 millones (de octubre de 2010)                                       | 2 millones (del 16 de diciembre de 2009) | 12.75 millones (del 31 de diciembre de 2013) | 39 millones (del 28 de febrero de 2011) | 25 millones (de diciembre de 2010)     |
| PlayStation 3 | 90 millones (22 de septiembre)          | 1.2 millones (del 31 de diciembre de 2010)                            | 1.5 millones (del 6 de octubre de 2010)  | 10 millones (del 11 de abril de 2010)        | 15.4 millones (de diciembre de 2010)    | 14.7 millones (de diciembre de 2010)   |
| Xbox 360      | 91 millones                             | 1 millón (del 20 de abril de 2010 e incluyen ventas de Nueva Zelanda) | 870,000 (del 31 de julio de 2008)        | 1.5 millones (del 28 de febrero de 2010)     | 25.4 millones (de diciembre de 2010)    | 13.7 millones (de diciembre de 2010)   |
| Total         | 261.06 millones                         | 4.2 millones                                                          | 4.4 millones                             | 24.0 millones                                | 79.8 millones                           | 53.4 millones                          |

#### Descontinuaciones y revisiones
- La PlayStation 3 de 20 GB fue descontinuada en Norteamérica en abril de 2007[171] y efectivamente descontinuada en Japón a principios del 2008.[172]
- La PlayStation 3 de 60 GB fue descontinuada en territorios NTSC en septiembre del 2007 y reemplazada por la versión de 80 GB.[173]
- La PlayStation 3 de 60 GB descontinuó en territorios PAL a finales del 2007. Cuando el almacenamiento restante en las tiendas fue vendido, la versión de 40 GB sirvió como un reemplazo.
- Sony anunció antes del lanzamiento del PS3 en Europa que el CPU Emotion Engine de la PlayStation 2 sería removido para ahorrar costos y toda la retrocompatibilidad sería mediante software.[174] Esto también se aplicó para el modelo de 80 GB lanzado en Norteamérica al mercado en 2007.[175]
- Un puerto HDMI fue añadido a la versión premium de Xbox 360 en mayo del 2007.[176]
- El sistema Core de Xbox 360 fue descontinuado y reemplazado por la versión Arcade en octubre del 2007.[177]
- El precio de la versión Xbox 360 Premium fue rebajado a US$299 en Norteamérica el 13 de julio de 2008. Suministros del existente modelo de 20 GB fueron terminados a principios de agosto y fue reemplazado por un modelo idéntico con un disco duro de 60 GB HDD a un MSRP de US$349.[178]
- La PlayStation 3 de 40 GB fue descontinuada en todos los territorios a principios de agosto del 2008 y la nueva versión de 80 GB sirvió como reemplazo.
- La SKU de Xbox 360, la Arcade de 256 MB de memoria interna, fue descontinuada en todos los territorios a principios del 2009 y una nueva SKU con memoria interna de 512 MB, aun siendo llamada Xbox 360 Arcade, fue lanzada.[179]
- La PlayStation 3 Slim fue introducido el 18 de agosto del 2009. A US$299, es US$100 más barato que en previos modelos; es aproximadamente ⅓ más ligero y más eficiente energéticamente.[180] Los dos modelos originales de PS3 Slim, con un precio de US$299.99 y US$349.99 respectivamente, tienen 120/250 GB. Estos después fueron mejorados con modelos que contenían discos duros de 160 GB y 320 GB, que tenían el precio de US$249.99 y US$299.99 respectivamente.
- La consola Wii negra fue lanzada en Japón el 1 de agosto de 2009[109] y en Europa en noviembre del 2009.[113]
- El paquete de Wii para Norteamérica ha sido actualizado para incluir una copia de Wii Sports Resort como también el accesorio requerido del Wii MotionPlus para poder jugar, empezando el 9 de mayo del 2010. La consola estuvo también disponible en negro.[78]
- Una edición especial de color rojo de Wii fue lanzado en honor al aniversario 25 de Super Mario Bros, el Super Mario Bros. 25th Anniversary.
- La Xbox 360 S fue anunciado en el E3 2010 por Microsoft. Es una versión más pequeña del hardware de Xbox 360 que incluía un disco duro intercambiable de 250 GB o 4 GB de almacenamiento Flash, 802.11n Wi-Fi, un conector TOSLINK, 5 puertos USB y un conector AUX para el sensor de movimiento Kinect.[181]
- La edición "Wii Family Edition" fue lanzada el 23 de octubre del 2011. Quita el soporte con juegos y accesorios de la GameCube y es diseñada para posarse horizontalmente.[136]
- La Xbox 360 E fue revelada y lanzado en el E3 2013 el 10 de junio de 2013.[182] Presenta un nuevo y más delgado diseño, que resulta más silencioso que los modelos anteriores.

#### Retrocompatibilidad
La Wii es retrocompatible con títulos de la GameCube de la misma región que la de Wii. También brinda soporte con algunos de los accesorios de su predecesor. La Wii Family Edition y la Wii Mini carecen del soporte de los juegos de GameCube y sus accesorios. Versiones iniciales de la PlayStation 3 y todos los modelos de la Xbox 360 solo ofrecen soporte parcial y usan un software de emulación para la retrocompatibilidad. Versiones más recientes de PS3 no ofrecen compatibilidad con PlayStation 2, aunque la compatibilidad con PS1 se mantiene. La primera generación de PS3 ofrecía compatibilidad completa para juegos de PS2. La compatibilidad con la Xbox 360 se incrementaba mediante parches de juegos en específico automáticamente descargados del Xbox Live o descargado y quemado a un CD o DVD del sitio oficial de Xbox y la compatibilidad de PS3 fue expandida con actualizaciones de firmware. Las tres consolas proveen títulos de consolas anteriores en forma de descarga; la Xbox 360 a través del servicio Xbox Originals, la PlayStation 3 mediante la PlayStation Store, y la Wii mediante la Virtual Console. Cuando es comprado, el juego es guardado en la memoria interna de la consola o, opcionalmente en el caso de Wii, a una tarjeta SD/SDHC que se inserta. Inicialmente la Xbox 360 también proporcionaba soporte de Xbox Live para la compatibilidad de juegos, pero los juegos han sido descontinuados desde entonces a juegos de Xbox originales. No serán añadidos más juegos a la lista de juegos retrocompatibles para la Xbox 360. En respuesta a la falta de retrocompatibilidad de la mayoría de los juegos de PS3, muchos juegos populares han sido lanzados para descarga como PlayStation 2 Classics y otras series populares han sido actualizadas con gameplay/graphics como remasterizaciones de alta definición para consolas PlayStation y han sido lanzadas en disco Blu-ray o son disponibles para descarga en la PlayStation Network.

#### Alta definición y mejorada definición de vídeo
Tanto la PlayStation 3 como la Xbox 360 soportan salida a 1080p de resolución de vídeo. Sin embargo, la señal de salida puede que sea protegida por la administración de derechos digitales y puede requerir un display (High-bandwidth Digital Content Protection) HDCP-compliant si el HDMI es usado. El servicio Xbox Live Marketplace y la PlayStation Store ofrecen películas HD, shows de TV, adelantos de películas y clips para descarga en el disco duro de la consola. Otras tiendas de otras regiones de PlayStation solo permiten la descarga de tráileres de películas y segmentos de clips de video pequeños. Para noviembre del 2009, el servicio de descarga de vídeo presente en la tienda de PlayStation americana se hizo disponible para países de Europa selectos.
Mientras solo un pequeño número de juegos hacen render nativo de vídeo a 1080p, muchos juegos pueden automáticamente escalar a una salida de esta resolución. La Wii es capaz de mandar a la salida 480p de resolución para el Menú Wii y la mayoría de los juegos usando cable por componentes, que debe ser comprado por separado.

#### Confiabilidad
En la publicación de septiembre del 2009, la revista Game Informer, los resultados de un estudio fueron publicados en donde casi 5000 lectores que respondieron, el 54.2% que tenía una Xbox 360 había experimentado una falla para el sistema, comparado con el 10.6% de PlayStation 3, y el 6.8% en el caso de la Wii.
En agosto del 2009, el proveedor de garantía SquareTrade publicó una estimación de la tasa de fallo de las consolas, en donde la proporción de los clientes que reportaban un fallo de sistema en los primeros dos años es de un 23.7% en Xbox 360, un 10.0% en la PlayStation 3, y un 2.7% en la Wii.

### Comparación de consolas portátiles
|  | Nintendo DS: - NA 21 de noviembre de 2004 - JP 2 de diciembre de 2004 - AUS 24 de febrero de 2005 - EU 11 de marzo de 2005 Nintendo DS Lite: - JP 21 de marzo de 2006 - AUS 1 de junio de 2006 - NA 11 de junio de 2006 - EU 23 de junio de 2006 |

| Nintendo DSi: - JP 1 de noviembre de 2008 - AUS 2 de abril de 2009 - EU 3 de abril de 2009 - NA 5 de abril de 2009 Nintendo DSi XL: - JP 21 de noviembre de 2009 - EU 5 de marzo de 2010 - NA 28 de marzo de 2010 - AUS 15 de abril de 2010 |

Nota: El primer año de lanzamiento es el primer año de la disponibilidad del sistema a nivel mundial.

## Otros sistemas
También hubo otras consolas lanzadas durante el periodo de la séptima generación. Generalmente, son considerados tanto como productos raros o menos poderosos y que no tuvieron una acogida buena por el público para lograr ser más exitosos en sus ventas.
| Nombre                             |  | Fabricante  | Fecha de lanzamiento | Notas                                               |
| ---------------------------------- |  | ----------- | -------------------- | --------------------------------------------------- |
| EVO Smart Console                  |  | Envizions   | 2006                 | Puede considerarse un Media PC                      |
| Zeebo                              |  | Zeebo Inc.  | 2009                 | Vendido en México, Brasil y la India solamente      |
| HyperScan                          |  | Mattel      | 2006                 | Diseñado para el uso de niños                       |
| Game Wave                          |  | ZAPiT Games | 2005                 | Juegos pre instalados amigables con la familia      |
| Vii                                |  | JungleTac   | 2007                 | Clon chino del Wii                                  |
| V.Flash                            |  | VTech       | 2006                 |                                                     |
| V.Smile V-Motion                   |  | VTech       | 2008                 |                                                     |
| V.Smile Baby                       |  | VTech       | 2009                 |                                                     |
| Clickstart, Mi primera computadora |  | LeapFrog    | 2007                 |                                                     |
| Swinxs Console                     |  | Swinxs BV   | 2008                 | Videoconsola semiportátil sin pantalla para niños.. |

### portátiles
| Nombre                          |  | Fabricante                                       | Lanzamiento                                                                          | Notas                                                   |
| ------------------------------- |  | ------------------------------------------------ | ------------------------------------------------------------------------------------ | ------------------------------------------------------- |
| N-Gage (servicio)               |  | Nokia                                            | abril de 2008                                                                        | Ejecuta juegos descargables comerciales                 |
| Gizmondo                        |  | Tiger Telematics                                 | Marzo de 2005 en Reino Unido, Suecia y, finalmente, EE. UU.                          | Ejecuta juegos comerciales                              |
| VideoNow XP                     |  | Tiger Electronics                                | 2005                                                                                 |                                                         |
| digiBlast                       |  | Grey Innovation                                  | finales de 2005                                                                      | Sistema multimedia para niños pequeños                  |
| CAANOO                          |  | GamePark Holdings                                | 16 de agosto de 2010                                                                 | consola para emuladores                                 |
| Fusion: 30-In-1 Portable Arcade |  | Jungle Soft                                      | después de 2010                                                                      | juegos incorporados                                     |
| GP2X Wiz                        |  | GamePark Holdings                                | 12 de mayo de 2009                                                                   |                                                         |
| Leapster2                       |  | LeapFrog Enterprises, Inc.                       | 2008                                                                                 | Juegos educacionales                                    |
| Leapster Explorer               |  | LeapFrog Enterprises, Inc.                       | 2010                                                                                 | Juegos educativos y aplicaciones descargables           |
| Mi2 / PDC Touch                 |  | Planet Interactive / Conny Technology / Videojet | Noviembre de 2009 – Benelux, China, Francia, España, Alemania, Reino Unido, Portugal | juegos incorporados                                     |
| Pandora                         |  | OpenPandora                                      | mayo de 2010                                                                         | ejecuta Linux, está diseñado para homebrew y emuladores |
| Pelican VG Pocket               |  | Pelican Accessories                              | agosto de 2006                                                                       |                                                         |

Lanzados en China solamente
| Nombre         |  | Fabricante                        | Fecha de lanzamiento |
| -------------- |  | --------------------------------- | -------------------- |
| Dingoo A320    |  | Shenzhen Dingoo Digital Co., Ltd. | Marzo de 2009        |
| Ez MINI        |  | Mitac o Mio                       | 2005                 |
| Gemei X760+    |  | Gemei                             | 2009                 |
| LetCool N350JP |  |                                   | 2011                 |

Lanzados en Corea del Sur solamente
| Nombre |  | Fabricante        | Fecha de lanzamiento    |
| ------ |  | ----------------- | ----------------------- |
| GP2X   |  | GamePark Holdings | 10 de noviembre de 2005 |

## Juegos en la nube/servicios en demanda de videojuegos
| Nombre                 |  | Fabricante | Fecha de lanzamiento  |
| ---------------------- |  | ---------- | --------------------- |
| OnLive                 |  | OnLive     | 17 de junio de 2010   |
| Gaikai                 |  | Gaikai     | 27 de febrero de 2011 |
| OTOY                   |  | OTOY       |                       |
| Playcast Media Systems |  |            |                       |
| G-cluster              |  |            |                       |
| Spoon.net              |  |            |                       |

## Videojuegos

### Títulos sobresalientes
- Assassin's Creed II (PC, PS3, Xbox 360) por Ubisoft Montreal y Ubisoft fue recibido con gran aclamación de la crítica. Su éxito hizo posible dos secuelas, Assassin's Creed: Brotherhood, y Assassin's Creed: Revelations. Recibieron calificaciones de 91, 90 y 86 respectivamente por Metacritic.[223][224][225]  El juego fue alabado por su gran énfasis en exploración en un mundo abierto e interacción, modo de juego no lineal y más variedad de misiones comparado con el primer Assassin's Creed.
- Batman: Arkham Asylum (PC, PS3, Xbox 360) por Rocksteady Studios, Eidos Interactive, y Warner Bros. Interactive Entertainment ha sido alabado por su innovación, modo de juego y una gran historia que evoca interés. Ganó un récord Guinness mundial por ser 'El juego de superhéroes más aclamado de todos los tiempos'. Rompió récords en su categoría tras lograr un promedio de 91.67 de reseñas alrededor del mundo.[226] Su secuela Batman: Arkham City (PC, PS3, Xbox 360, Wii U) se convertiría en un aún más aclamado título que su predecesor, convirtiéndose el juego mejor calificado del 2011. Recibió aclamación universal por su narrativa, diseño de personajes y mundo, y por las habilidades de navegación y combate de batman. Ganó varios premios incluyendo: Juego del año, Mejor juego de acción, Mejor juego de aventura y mejor banda sonora por diferentes críticos.
- Bayonetta (PS3, Xbox 360) por PlatinumGames y Sega recibieron aclamación universal,[227] incluyendo calificaciones perfectas de Famitsu[228] y Edge,,[229] además es considerado un juego que ha elevado la dignidad del género.[229][230][231]
- BioShock (PC, PS3, Xbox 360) por Irrational Games y 2K Games es considerado una gran influencia y un juego artístico de esta generación.[232][233] Con una historia que rápidamente creó controversia por las decisiones que el jugador hacía durante el juego.[234] BioShock 2 (PC, PS3, Xbox 360) y BioShock Infinite (PC, PS3, Xbox 360), los títulos subsecuentes de la franquicia, también recibieron aclamación similar de los críticos y jugadores por igual..[cita requerida] BioShock Infinite recibió aclamación universal en su lanzamiento, con reseñas que resaltaban la historia del juego y su estética visual como principales características. Se convirtió en el shooter mejor calificado del 2013. Fue también comparado favorablemente con el primer juego BioShock con algunos críticos que Infinite lo sobrepasó.
- Call of Duty 4: Modern Warfare (PC, PS3, Xbox 360) por Infinity Ward y Activision generaron aclamación universal de la crítica[235][236][237] y es considerado entre los mejores juegos en su género.[238][239][240] With the release of its direct sequel y cada nuevo juego hasta el lanzamiento PlayStation 4 y Xbox One,[241] la franquicia de Call of Duty rápidamente se propulsaba en el juego mejor y más rápido vendido de la séptima generación de videojuegos.
- Dark Souls 2 (Ps3, PC, Xbox 360) generó aclamación de la crítica al lanzamiento y es considerado un increíble seguimiento de su predecesor. Siendo lanzado después del lanzamiento de la nueva generación de consolas en el momento, Dark Souls II es considerado uno, y si no, el mejor juego de los últimos ciclos de vida de la séptima generación para jugar.
- Gears of War (PC, Xbox 360) por Epic Games y Microsoft Studios tuvo preventas que eran muy parecidas a las de Halo 2 en la historia del estudio.[242] Gears of War también fue el primer juego de Xbox o Xbox 360 que se agotó y alcanzó la tabla top 10 en Japón.[243] El 7 de noviembre del 2006, el día en que fue lanzado, se volvió el juego más popular en el servicio de Xbox Live, sobrepasando a Halo 2; que se había posicionado desde su lanzamiento en 2004.[244] Para el 19 de enero del 2007, solo diez semanas después de su debut, más de tres millones de unidades del juego se habían vendido.[245]
- Grand Theft Auto IV (PC, PS3, Xbox 360) por Rockstar North y Rockstar Games es un videojuego estilo sandbox acción-aventura desarrollado por Rockstar North. El juego recibió aclamación universal y fue tan popular que algunos productores de Hollywood empezaron a tomar en cuenta el calendario de lanzamiento de videojuegos para evitar empalmes en esas fechas, como en el caso de la película de Iron Man donde se creyó que el lanzamiento de Grand Theft Auto IV' dañó las ventas de la película.[246] Para enero del 2014, la versión de PS3 y de Xbox 360 han tomado la cuarta y séptima posiciones de GameRankings' como mejor juego de todos los tiempos respectivamente.[247] GTA IV también rompió récords de ventas semanales mundiales de cualquier medio de entretenimiento a la fecha tras generar más de $500 millones dentro de la primera semana de lanzamiento.Grand Theft Auto V (PS3, Xbox 360) como uno de los títulos AAA en ser lanzado inicialmente en la séptima generación de consolas, fue altamente anticipado antes de su lanzamiento. Fue aclamado por la crítica que alabaron la historia, presentación y modo de juego de mundo abierto. Rompió récords de ventas de la industria tras generar más de US $800 millones en sus primeras 24 horas de su lanzamiento y $1 billón dentro de los primeros tres días, convirtiéndolo en el producto de entretenimiento más rápidamente vendido en la historia.
- Guitar Hero y Rock Band (Xbox 360, PlayStation 3, Wii) fueron franquicias musicales en donde se usaban contoles específicamente diseñados que imitaban a instrumentos musicales y permitían a usuarios a jugar una gran selección de música con licencia, fueron extremadamente populares en la séptima generación, con más de veinte diferentes lanzamientos de títulos en distintas plataformas. La serie Guitar Hero de Activition vendió más de 25 millones de unidades con más de $2 billones en ganancia,[248] mientras que la serie Rock Band de Harmonix vendió más de 13 millones de copias;[249] las dos series fueron adicionadas con un volumen grande de contenido descargable. Sin embargo, debido a la saturación de mercado en 2009, junto con la recesión económica, las dos series han terminado de publicar, aunque Harmonix ha declarado que traerán de vuelta a Rock Band a la octava generación cuando sea el momento correcto.[250]
- Halo 3 (Xbox 360) por Bungie y Microsoft Studios rompió muchos récords, incluyendo las preventas que llegaron a más de 1.7 millones, y las ventas del primer día de más de US$170 millones, sobrepasando a su predecesor, Halo 2, en los dos campos.[251][252] También presentó tecnología de inteligencia artificial (AI) para los enemigos, aunque la inteligencia de los otros jugadores era menos refinada.[253][254]
- LittleBigPlanet (PS3) por Media Molecule y Sony Computer Entertainment (SCE) fue uno de los más anticipados juegos del 2008. En su lanzamiento, recibió aclamación por la crítica con una puntuación de 95/100 en Metacritic y fue el segundo juego más altamente calificado de ese año, detrás de Grand Theft Auto IV.[255] Fue alabado por G4 como un juego que "no solamente cumple con las expectativas si no que las rebasa en muchas maneras" y IGN lo llamó "nada menos que asombroso".[256] Su secuela, LittleBigPlanet 2 fue lanzado en 2011 con una similar recepción crítica.
- Mario Kart Wii (Wii) por Nintendo EAD y Nintendo recibieron muchas reseñas positivas donde se elogió la gran variedad de personajes, pistas, karts y un distintivo juego en línea. En total es el segundo juego mejor vendido de Wii con 35.53 millones de copias vendidas, después de Wii Sports según datos extraídos del 31 de marzo del 2014.[257] Mario Kart Wii es también el juego de carreras más vendido de todos los tiempos.[258]
- Mass Effect 2 (PC, PS3, Xbox 360) por Bioware y Electronic Arts, es el juego más aclamado de la serie Mass Effect, estableció un nuevo estándar para expansión, con incluso cohesión, narrativa y desarrollo de personaje. Se mantiene como uno de los juegos mejor criticados de la generación, con 96% en Metacritic para la versión del 360, y ganó varios premios incluyendo el BAFTA y AIAS Juego del año.
- Metal Gear Solid 4: Guns of the Patriots (PS3) por Kojima Productions y Konami recibieron aclamación por la crítica en lanzamiento, recibiendo un 10 perfecto de IGN, GameSpot y otros numerosos críticos. También recibió un 94% de Metacritic. El juego fue un gran impulso financiero para Konami, alcanzando 5 millones de unidades vendidas en el año financiero del 2009. Es comúnmente considerado uno de los mejores juegos de la generación por críticos y jugadores por igual.
- Portal y Portal 2 (PC, PS3, Xbox 360) por Valve Corporation fueron aclamados por la crítica y vendieron millones de copias. Los dos juegos son comúnmente citados por algunos como uno de los juegos más influenciables de la década por haber rejuvenecido el género "Acertijo en primera persona" y ha sido seleccionado, junto con otros pocos títulos, en ser puesto en el Museo de arte moderno como un ejemplo de arte en los videojuegos.
- Red Dead Redemption (PS3, Xbox 360) por Rockstar San Diego y Rockstar Games es uno de los juegos más aclamados por la crítica del 2010. Ha ganado numerosos premios de juego del año y recibió un 95/100 en Metacritic.
- The Elder Scrolls V: Skyrim (PC, PS3, Xbox 360) por Bethesda Game Studios y Bethesda Softworks fue uno de los juegos más rápidamente vendidos de todos los tiempos y uno de los más aclamados por la crítica de la generación. El estilo artístico del mundo donde tomaba parte fue aclamado por muchos críticos y se convirtió en el juego del género RPG mejor calificados del 2011.
- Street Fighter IV (Arcade, PC, PS3, Xbox 360) por Dimps y Capcom generaron aclamación por la crítica[259][260][261] y suele considerarse como el juego de peleas 2D más fino que jamás se ha hecho.[262]
- Super Mario Galaxy (Wii) para Nintendo Entertainment Analysis and Development (Nintendo EAD) y Nintendo vendió más copias en su primera semana, incluyendo 500,000 en Norteamérica, que cualquier título de Mario que se ha hecho en la historia de la franquicia.[263] Para noviembre del 2012, Galaxy y su secuela, Super Mario Galaxy 2, son el primero y tercer mejor calificados juegos de todos los tiempos respectivamente, según su listado en GameRankings,[247] junto en ser beneficiado con muchos reconocimientos de mejor juego del año.
- Super Smash Bros. Brawl (Wii) por Sora Ltd. y Nintendo es el primero en la serie en tener personajes "third-party" con las inclusiones de Solid Snake y Sonic the Hedgehog.[264] Dominó las ventas durante su primera semana en Japón y en Norteamérica, vendiendo 820,000 en Japón y convirtiéndose en el juego más rápidamente vendido en la historia de Nintendo de América con 1.4 millones vendidos en Estados Unidos.[265][266][267] El juego fue aclamado por la crítica, recibiendo 93% en Metacritic.
- The Last of Us (PS3) por Naughty Dog y SCE lograron más de 50 calificaciones perfectas de publicaciones de videojuegos. Ha sido posicionado como el mejor juego de PlayStation 3 del 2013 en Metacritic y tuvo uno de los mejores lanzamientos del año con 1.3 millones de unidades vendidas.[268]
- Uncharted 2: Among Thieves (PS3) por Naughty Dog y SCE fue el juego mejor criticado del 2009[269] y es uno de los juegos más aclamados de la generación. Recibió elogio universal con una calificación promedio de 96/100 en Metacritic y una puntuación de 96.38% en GameRankings.[270][271] En el E3 2009, Uncharted 2 ganó la mayoría de los premios del E3. Los críticos elogiaron casi todos los aspectos del juego como su música, sonido y gráficos.[272][273]
- Wii Sports (Wii) por Nintendo EAD y Nintendo ha sido atribuido como un gran factor en el éxito a nivel mundial del Wii.[274] El juego, junto con Wii Fit, ha sido citado como atraer a una más amplia audiencia.[275] Esto es una rareza entre los juegos de la séptima generación ya que los desarrolladores tienden a atraer personas jóvenes.[276] También ha sido citado como un juego que puede proporcionar una experiencia de unión entre miembros de la familia,[277] y como un medio para ejercitar y perder peso si se llega a jugar de forma regular.[278] Para el 31 de marzo del 2014 el juego ha vendido 82.54 millones de copias a nivel mundial incluyendo los paquetes, convirtiéndolo en el juego mejor vendido de Wii y el juego más vendido de todos los tiempos.[279]
- The Legend of Zelda: Skyward Sword (Wii) por Nintendo EAD y Nintendo recibieron calificaciones perfectas de al menos 30 publicaciones y fue elogiado por su intuitivo modo de juego basado en el juego con la espada.[280][281]